# Luigi Faccini
Pour les articles homonymes, voir Faccini.
Luigi Faccini, né le 18 novembre 1939 à Lerici (Ligurie), est un réalisateur, scénariste, documentariste, critique de cinéma et patron de presse italien.

## Biographie
Licencié en économie, Faccini a commencé son activité professionnelle de critique de cinéma dans des publications telles que Filmcritica, Cinema e Film, dont il est le fondateur, ou pour Nuovi Argomenti. À partir de 1968, il a travaillé pour la Rai en tant que réalisateur de plusieurs émissions de télévision, la plupart du temps de nature historique. Faccini a réalisé un premier téléfilm en 1971 ; outre ses documentaires, il est revenu tout au long de sa carrière à la fiction, dont il a souvent écrit le scénario.
Son plus grand succès a été Il garofano rosso 1975, un téléfilm en trois parties qui a été projeté en version abrégée au Festival du film de Saint-Sébastien. En 1985, Faccini a remporté le prix du cinéma italien Nastro d'Argento pour Inganni.
Faccini est le compagnon de la productrice Marina Piperno. Depuis 1997, il publie régulièrement des livres. En 2000, il fonde avec Marina Piperno l'association culturelle Ippogrifo Liguria, avec laquelle il réalise le court-métrage biographique Sguardi (litt. « regards »), qui se déroule au château de Lerici (it) en 2000.

## Filmographie

### Réalisateur
- 1976 : Il garofano rosso (it)
- 1980 : Nella città perduta di Sarzana
- 1985 : Inganni (it)
- 1990 : Donna d'ombra (it)
- 1991 : Notte di stelle (it)
- 1998 : Giamaica (it)
- 2011 : Rudolf Jacobs: L'uomo che nacque morendo
- 2012 : Morando's Music

## Publications
- Luigi Monardo Faccini La baia della torre che vola (TraccEdizioni, 1997), roman
- AA.VV. Uno scorridore ligure di levante (Edizioni Cooperativa L'Atelier, 1999), quaderno pubblicato in occasione della retrospettiva del Museo del Cinema di Torino
- Marina Piperno Sono una ragazza che si arrangia (Edizioni Cinque Terre, 1999), poesie
- Luigi Monardo Faccini Il castello dei due mari (Mesogea, 2000), racconti
- Luigi Monardo Faccini C'era una volta un angelo di nome Willy (De Ferrari, 2001), fotografie, saggi e racconti per il salvataggio del cimitero vecchio di Lerici
- Marina Piperno Produttore di sogni (2002), quaderno per la retrospettiva genovese del Club degli Amici del Cinema
- Luigi Monardo Faccini Un poliziotto perbene (I libri dell'Ippogrifo, 2002), roman historique
- AA.VV.  La storia come identità (I libri dell'Ippogrifo, 2003), atti del Convegno omonimo
- Luigi Monardo Faccini L'uomo che nacque morendo (I libri dell'Ippogrifo, 2004), romanzo storico; in seconda edizione con l'Unità nel 2006
- AA.VV.Trafficanti di sogni (I libri dell'Ippogrifo, 2004), atti del convegno sulle strategie dell'inclusione che ebbe al suo centro il premio Gente di Strada assegnato a don Andrea Gallo nel 2003
- AA.VV. Marina Piperno & Luigi Faccini: Cinema come un'infanzia (I libri dell'Ippogrifo, 2005), ‘nel labirinto del cinema dimenticando a casa il filo di Arianna’
- Luigi Monardo Faccini Le mani raccontano, viaggio nella fatica delle donne (I libri dell'Ippogrifo, 2007)
- AA.VV. L'amata & l'assassino, malizia e innocenza del cinema (I libri dell'Ippogrifo, 2010), per la retrospettiva del Museo del Cinema di Torino
- AA.VV. Un film lungo 50 anni (I libri dell'Ippogrifo, 2014), per la retrospettiva della Cineteca Nazionale a Roma
- AA. VV. Barricate di carta (Mimesis, 2014), 'Cinema & film' e 'Ombre rosse', due riviste intorno al '68
- Luigi Monardo Faccini Don Andrea Gallo: ama, e fa ciò che vuoi (Guanda 2014), nella collana Le fenici rosse